# Паску, Бьянка
Бьянка Александру Паску (рум. Bianca Alexandru Pascu, род. 13 июня 1988 года, Брашов, Румыния) — румынская фехтовальщица на саблях. Призёр чемпионатов мира и Европы.

## Биография
Бьянка Паску начала заниматься фехтованием в 10 лет, а ранее Бьянка играла в гандбол. Будущую фехтовальщицу выбрал тренер, проводивший в её школе набор в секцию. В 2007 году спортсменка перешла в клуб «Динамо-Бухарест», где стала тренироваться под руководством бронзового призёра Олимпийских игр Александру Кикулицэ.
Первых успехов на взрослом уровне румынская саблистка добилась в 2011 году, когда она выиграла серебряную медаль Универсиады, уступив лишь олимпийской чемпионке украинке Ольге Харлан. В том же году на чемпионате мира Бьянка получила тяжёлую травму (разрыв связок левого колена) и была вынуждена пропустить несколько месяц из-за трёх операций. Однако румынка смогла восстановиться к Олимпийским играм в Лондоне и приняла участие в личном первенстве, уступив в первом же раунде.
Следующий успех  пришёл к румынской саблистке лишь в 2017 году: Бьянка впервые стала призёром чемпионата Европы, выиграв бронзовую медаль.
В 2019 году Паску добилась главного на данный момент достижения в своей карьере: на чемпионате мира румынка дошла до полуфинала личного турнира, одолев таких серьёзных соперниц, как чемпионку Олимпийских игр 2016 года россиянку Яну Егорян и чемпионку мира Энн-Элизабет Стоун из США. На стадии 1/2 финала румынка не смогла оказать сопротивления Ольге Харлан и выиграла бронзовую медаль мирового первенства.

## Лучшие результаты

### Чемпионаты мира
- Бронза — чемпионат мира 2019 года (Будапешт, Венгрия)

### Чемпионаты Европы
- Бронза — чемпионат Европы 2017 года (Тбилиси, Грузия)